# Topologia operatoriale
In matematica, in particolare in analisi funzionale, una topologia operatoriale è una topologia che caratterizza l'algebra {\displaystyle B(H)} degli operatori lineari limitati su uno spazio di Hilbert {\displaystyle H}.

## Introduzione
Sia {\displaystyle \{T_{n}\}} una successione di operatori lineari su uno spazio di Hilbert {\displaystyle H} (o su uno spazio di Banach). Affermando che {\displaystyle T_{n}} converge a qualche operatore {\displaystyle T\in H} si possono intendere diverse cose:
- Se {\displaystyle \|T_{n}-T\|\to 0}, ovvero l'estremo superiore di {\displaystyle \Vert T_{n}x-Tx\Vert _{H}} converge a 0, con {\displaystyle x} nella sfera unitaria in {\displaystyle H}, allora {\displaystyle T_{n}\to T} nella topologia operatoriale uniforme.
- Se {\displaystyle T_{n}x\to Tx} per tutti gli {\displaystyle x\in H} allora {\displaystyle T_{n}\to T} nella topologia operatoriale forte.
- Se {\displaystyle T_{n}x\to Tx} nella topologia debole di {\displaystyle H}, ovvero {\displaystyle F(T_{n}x)\to F(Tx)} per ogni funzionale lineare {\displaystyle F} su {\displaystyle H}, allora {\displaystyle T_{n}\to T} nella topologia operatoriale debole.

La topologia operatoriale ordinaria è la topologia localmente convessa meno fine sullo spazio degli operatori limitati definiti su uno spazio di Hilbert (o di Banach) tale che la mappa che associa ad un operatore la sua norma è continua per ogni elemento di {\displaystyle H}. La topologia operatoriale debole è la topologia più debole sullo spazio degli operatori limitati definiti su uno spazio di Hilbert tale per cui la mappa che associa ad un operatore il numero {\displaystyle (Tx,y)} è continua per ogni coppia di elementi di {\displaystyle H}, mentre la topologia operatoriale uniforme è più fine delle precedenti.
La convergenza nella topologia operatoriale uniforme implica quella ordinaria, che a sua volta implica quella debole. Inoltre ogni limite, se esiste, è unico.

## Topologie
Si possono definire diverse topologie a partire dai possibili tipi di convergenza di una successione di funzioni. Una topologia è detta forte o fine se possiede "molti" aperti, mentre è detta debole o grezza se ne possiede "pochi". In particolare, se {\displaystyle B} è lo spazio vettoriale formato dalle mappe lineari definite sullo spazio vettoriale {\displaystyle A}, allora si può definire una topologia {\displaystyle \sigma (A,B)} come la più debole topologia su {\displaystyle A} tale che tutti gli elementi di {\displaystyle B} sono funzioni continue (topologia iniziale). In modo analogo si definisce la topologia finale.
Lo spazio di Banach {\displaystyle B(H)} possiede un unico preduale {\displaystyle B(H)_{*}}, formato dagli operatori di classe traccia, il cui duale è {\displaystyle B(H)}. Nel preduale la seminorma {\displaystyle p_{w}(x)} per {\displaystyle w} positivo è definita come {\displaystyle (w,x^{*}x)^{1/2}}.
Le topologie riportate nel seguito sono localmente convesse, ovvero sono definite attraverso una famiglia di seminorme.
- La topologia della norma, o topologia uniforme, è definita con la usuale norma su {\displaystyle B(H)}. Si tratta della topologia più forte tra quelle elencate nel seguito.
- La topologia debole per gli spazi di Banach è data da {\displaystyle \sigma (B(H),B(H)^{*})} ed è la più debole topologia tale per cui tutti gli elementi del duale {\displaystyle B(H)^{*}} sono continui. Si tratta della topologia debole sullo spazio di Banach {\displaystyle B(H)}, ed è più forte delle topologie ultradebole e operatoriale debole.
- La topologia di Mackey o topologia di Arens-Mackey è la più forte topologia localmente convessa su {\displaystyle B(H)} tale per cui il duale è il preduale {\displaystyle B(H)_{*}}, ed è più forte di tutte quelle che seguono. Si tratta della topologia associata alla convergenza uniforme su sottoinsiemi convessi di {\displaystyle B(H)} compatti rispetto alla topologia {\displaystyle \sigma (B(H)_{*},B(H)}.
- La topologia ultraforte o topologia σ-forte è definita dalla famiglia di seminorme {\displaystyle p_{w}(x)} per {\displaystyle w\in B(H)^{*}} positivi.
- La topologia ultraforte* o topologia σ-forte* è la più debole topologia che è più forte della topologia ultraforte, ed è tale che l'aggiunto è continuo. Viene definita dalla famiglia di seminorme {\displaystyle p_{w}(x)} e {\displaystyle p_{w}(x^{*})} per {\displaystyle w\in B(H)^{*}} positivi, ed è più forte delle topologie che seguono.
- La topologia ultradebole, topologia σ-debole o topologia debole*, anche denotata con {\displaystyle \sigma (B(H),B(H)_{*})}, è la topologia definita dalla famiglia di seminorme {\displaystyle |(w,x)|} per {\displaystyle w\in B(H)_{*}} positivi. È più forte della topologia debole.
- La topologia operatoriale forte o topologia forte è definita dalla famiglia di seminorme {\displaystyle \|x(h)\|} per {\displaystyle h\in H}. È più forte della topologia debole.
- La topologia forte* è definita dalla famiglia di seminorme {\displaystyle \|x(h)\|} e {\displaystyle \|x^{*}(h)\|} per {\displaystyle h\in H}. È più forte delle topologie debole e forte.
- La topologia operatoriale debole o topologia debole (in generale diversa dalla sopramenzionata topologia debole per gli spazi di Banach) è definita dalla famiglia di seminorme {\displaystyle \|(x(h_{1}),h_{2})\|} per {\displaystyle h_{1},h_{2}\in H}.
- La topologia polare è una topologia localmente convessa definita a partire da una coppia (duale) di spazi vettoriali duali.

I funzionali lineari continui su {\displaystyle B(H)} per le topologie operatoriali debole, forte e forte* sono le combinazioni lineari finite dei funzionali {\displaystyle (xh_{1},h_{2})} per {\displaystyle h_{1},h_{2}\in H}, mentre i funzionali lineari continui su {\displaystyle B(H)} per le topologie operatoriali ultradebole, ultraforte, ultraforte* e di Arens-Mackey sono gli elementi del preduale {\displaystyle B(H)_{*}}.
I funzionali lineari continui nella topologia della norma sono gli stessi che nella topologia debole su uno spazio di Banach, per definizione.
Con il teorema di Banach-Alaoglu-Bourbaki si può mostrare che su sottoinsiemi limitati in norma di {\displaystyle B(H)} le topologie operatoriali debole e ultradebole coincidono. Per sostanzialmente la stessa ragione, su tali sottoinsiemi anche le topologie forte e ultraforte coincidono, così come le topologie di Arens-Mackey, forte* e ultraforte*.